# Margo Martindale
Margo Martindale, född 18 juli 1951 i Jacksonville i Cherokee County, Texas, är en amerikansk skådespelare.
Martindale har vunnit tre Emmy Awards: en för rollen som Mags Bennett i Justified (2011) och två för rollen som Claudia i The Americans (2015 och 2016). År 2004 nominerades hon till en Tony Award för sin roll i Broadway-uppsättningen av Katt på hett plåttak.
År 2015 började hon spela en återkommande roll som Ruth Eastman på The Good Wife. Martindale tog upp rollen som Ruth igen 2018 under säsong två av The Good Fight, uppföljaren till The Good Wife.

## Filmografi i urval
- 1992 – Lorenzos olja
- 1993 – Firman
- 1994 – Nobody's Fool
- 1995 – Dead Man Walking
- 1996 – Marvins döttrar
- 1997 – Rädda min son
- 1998 – Magiska systrar
- 1998 – Twilight
- 2000 – 28 dagar
- 2000 – Proof of Life
- 2002 – Timmarna
- 2002 – The Laramie Project
- 2003 – It's All About Love
- 2003 – The Human Stain
- 2004 – Iron Jawed Angels
- 2006 – Wedding Daze
- 2006 – Paris, je t'aime
- 2006–2008 – Dexter (TV-serie)
- 2007 – Walk Hard: The Dewey Cox Story
- 2007 – Familjen Savage
- 2009 – Hannah Montana: The Movie
- 2010 – Berättelsen om Secretariat
- 2011 – Justified (TV-serie)
- 2011 – Win Win
- 2011–2012 – A Gifted Man (TV-serie)
- 2013 – Beautiful Creatures
- 2013 – Bluebird
- 2013 – En familj – August: Osage County
- 2013–2015 – The Millers (TV-serie)
- 2013–2017 – The Americans (TV-serie)
- 2014–2020 – BoJack Horseman (TV-serie) (röst)
- 2015–2016 – The Good Wife (TV-serie)
- 2015–2018 – Sneaky Pete (TV-serie)
- 2017 – Downsizing
- 2018 – The Good Fight (TV-serie)
- 2020 – Mrs. America (TV-serie)
- 2022 – The Watcher (TV-serie)
- 2023 – Cocaine Bear
- 2025 – The Twits